# Who's Afraid of Red, Yellow and Blue

Who’s Afraid of Red, Yellow and Blue I ; recréation en SVG.

Who’s Afraid of Red, Yellow and Blue II ; recréation en SVG.

Who's Afraid of Red, Yellow and Blue III ; recréation en SVG.

Who's Afraid of Red, Yellow and Blue est une série de quatre peintures de grande envergure de Barnett Newman réalisées entre 1966 et 1970. Deux d'entre elles ont été victimes d'actes de vandalisme au sein de musées. Le titre de cette série fait écho à Qui a peur de Virginia Woolf ?, la pièce de 1962 d'Edward Albee, elle-même inspirée de la chanson Qui a peur du grand méchant loup ?, célèbre depuis les dessins animés de Walt Disney Pictures.
Barnett Newman commence le premier tableau de la série sans idée préconçue du sujet ou du résultat final. Son seul souhait est d'obtenir un résultat différent de ce qu'il a réalisé jusque-là et qu'il soit asymétrique. Après avoir peint la toile en rouge, il se trouve confronté au fait que seules les autres couleurs primaires, le jaune et le bleu, s'accorderont avec elle.

## Who's Afraid of Red, Yellow and Blue I
Cette huile sur toile datant de 1966 mesure 190 x 122 cm, ce qui en fait la plus petite des quatre. Elle est dédiée à Jasper Johns. En 2006, elle a été le sujet d'une installation de Robert Irwin à la Pace Gallery et a également été la pièce maîtresse de l'exposition de 2007 intitulée "Who's afraid of red, yellow and blue?: Positionen der Farbfeldmalerei" à la Staatliche Kunsthalle.
Elle est conservée dans une collection privée.

## Who's Afraid of Red, Yellow and Blue II
Elle fait partie de la collection de la Staatsgalerie Stuttgart. Elle mesure approximativement 305 x 259 cm.
We Are Not Afraid de Philip Taaffe, 1985, est ouvertement reconnu comme un hommage aux peintures de Newman, en particulier Who's Afraid of Red, Yellow and Blue II, notamment en ce qui concerne la disposition et les dimensions,

## Who's Afraid of Red, Yellow and Blue III
Mesurant 224 par 544 cm, ce tableau de 1967 fait partie de la collection du Stedelijk Museum d'Amsterdam. Elle est attaquée au couteau par Gerard Jan van Bladeren en 1986 et restaurée par Daniel Goldreyer en 1991. La restauration coîte initialement environ 400 000 $, mais elle est fortement critiquée par des critiques. Ceux-ci avancent que les nuances subtiles des trois sections monochromes ont été perdues et que Goldreyer a utilisé de la peinture murale et un rouleau. Goldreyer a intenté une action en justice de 125 millions de dollars contre la ville d'Amsterdam et le musée, affirmant que sa réputation avait été ternie,.
Après les procès, les règlements et les travaux de restauration, le coût final de l'attaque est estimé à près d'un million de dollars. Le conseil municipal d'Amsterdam demande un rapport médico-légal complet sur la restauration controversée. Une fois le rapport terminé, la ville d'Amsterdam et Goldreyer conviennent de le garder secret, dans le cadre d'un accord. Mais près de 20 ans plus tard, le 11 septembre 2013, le Conseil d'Etat décide que le rapport devait être rendu public par la ville dans un délai de six semaines.
Le journal Volkskrant publie les principales conclusions du rapport une semaine plus tard : il confirme que Goldreyer avait effectivement repeint toute la partie rouge avec de la peinture acrylique et avait utilisé un rouleau pour ajouter deux couches de vernis sur la peinture (initialement non vernie). Selon le journal, la restauration de Goldreyer a « détruit à jamais » l'œuvre de Newman. Le tableau est de nouveau exposé au Stedelijk Museum à partir de 2014.
Wim Beeren, directeur du Stedelijk Museum au moment de l'attaque de 1986, révèle dans une interview que Van Bladeren n'était pas satisfait de la restauration et a appelé le musée pour avertir son successeur Rudi Fuchs d'une seconde attaque. Van Bladeren entre dans le musée une deuxième fois en 1997 pour dégrader à nouveau Who's Afraid of Red, Yellow and Blue III, mais ne parvient pas à localiser le tableau. Il choisit alors plutôt d'attaquer un autre tableau de Barnett Newman appelé Cathedra, qu'il a coupé de la même manière que lors de sa première attaque. Le tableau, non exposé à l'époque, se trouvait en réserve.

## Who's Afraid of Red, Yellow and Blue IV

Who's Afraid of Red, Yellow, and Blue IV ; recréation en SVG.

Who's Afraid of Red, Yellow and Blue IV est créé en 1969-1970 et est la dernière œuvre majeure de Barnett Newman. La peinture à l'huile sur toile mesure 274 sur 603 cm. Elle fait partie de la collection de la Nationalgalerie de Berlin, qui l'a acheté en 1982 à la veuve de Newman pour 2,7 millions de marks allemands (environ 1 million de dollars américains), en partie grâce aux fonds collectés par le public.
La peinture est attaquée le 13 avril 1982, quelques jours avant sa présentation au public, par Josef Nikolaus Kleer, un étudiant de 29 ans qui a affirmé que le tableau était une « perversion du drapeau allemand », et que ses actions complétaient l'œuvre, une référence au titre du tableau. La restauration a duré deux ans,.

## Postérité
La série Who's Afraid of a un statut emblématique et a inspiré de nombreuses œuvres d'art et expositions.
- Brice Marden a créé de nombreuses œuvres en rouge, jaune et bleu au début des années 1970, influencé par Piet Mondrian et par ces peintures de Newman[17]
- Un documentaire de 2018, The End of Fear, détaille les tentatives de restauration et l'attaque de Who's Afraid of Red, Yellow and Blue III . Le tableau a été "reproduit" sur une toile blanche..
- 99% Invisible (en), un podcast de Roman Mars qui rend compte des aspects invisibles et négligés du design, de l'architecture et de l'activité dans le monde, détaille la première attaque, les tentatives de restauration et la tentative de deuxième attaque sur Who's Afraid of Red, Yellow and Blue III dans un épisode de 2019 intitulé The Many Deaths of a Painting (Les nombreuses morts d'un tableau).